# Domenica Casarini
Domenica Casarini (Venezia, ... – ...; fl. 1737-1758) è stata un soprano italiano del XVIII secolo, nota per aver cantato in opere e oratori di Georg Friedrich Händel.

## Biografia
Del soprano Domenica Casarini ci sono giunte pochissime notizie sia biografiche che relative alla sua formazione artistica. Le prime esibizioni di cui si hanno traccia sono a Brno, Graz e Praga (1737-1739). Cantò poi a Crema (1742), Milano (1742-1744, 1749) e Venezia, sua città natale, dove interpretò come secondo soprano l'opera Ezio di Lampugnani nel 1743, Bologna (1744) e Torino (1745), con Girò, Carestini, Leonardi e il tenore Canini. Poi a Milano fu Agrippina del Sammartini, protagonista Barbara Stabili. Carestini stesso la raccomandò all'impresario del Teatro della Pergola di Firenze, sottolineando la sua bella voce e la sua recitazione. A Torino, canta il ruolo di Erissena in Poro di Gluck, con Marianino.
Fu ingaggiata dal King’s Theatre Londra per la stagione 1746–1748, come soprano principale, apparendo nelle opere di Terradellas e Paradies, e una versione di Alessandro di Händel con il titolo Rossane, un “pasticcio”  in cui cantò come protagonista, con il castrato Reginella, i soprani Giulia Frasi e Marianna Pircher e un altro pasticcio di Händel intitolato Lucio Vero la stagione successiva.
Ella fa parte della troupe di Händel nel 1747 quando egli scrisse appositamente per la sua voce le parti di Acsa in Joshua e di Cleopatra in Alexander Balus, ruoli che interpretò per la prima volta al Covent Garden il 9 e 23 marzo 1748, rispettivamente, con la Galli e Lowe. Queste due parti sono lunghe e gratificanti, ma hanno una estensione vocale molto stretta (Dal re♭ al sol♯); l'aria virtuosistica Oh, had I Jubal's lyre da allora è diventata molto popolare.
Lo stesso anno cantò Enrico di Galuppi e ancora come protagonista nella Semiramide riconosciuta e Didone abbandonata di Hasse. Il soprano interpretò arie di Händel in concerti di beneficenza prima di lasciare Londra dopo queste due stagioni uniche che il musicologo Charles Burney giudica poco entusiasmanti.
La Casarini cantò di nuovo a Venezia nel 1749-1750 e interpreta Ciro Riconosciuto di Niccolò Jommelli e Siroe di Gioacchino Cocchi con Panzacchi e Gizziello. Interpretò inoltre Farnace di Davide Perez a Torino nel 1751, quando fu imprigionata per l'invio di emissari per aggredire una cantante rivale.

Nel 1751 fu ingaggiata al San Carlo di Napoli e cantò le prime opere di Traetta, e nuovamente Farnace con Caffarelli, Babbi e Gizziello. L'impresario Tufarelli la descrisse come
Fu poi presente a Venezia nella stagione dal 1752 al 1753, dove incontrò il compositore di successo Gaetano Latilla che sposò mentre interpretava Aristea nella sua opera Olimpiade, con Marianino.  Appare sulle tavole della Serenissima nel 1756 in Semiramide riconosciuta di Brusa, con il castrato Ciardini e il tenore Albuzzi. Ha cantato a Padova nel 1753 (in Siroe di Latilla), Genova (1754-1755) e Verona (1755).
Nel 1758, il soprano va a Madrid per sostituisce la Castellini come soprano protagonista: crea il ruolo in La Forza del Genio di Conforto con Raaff, Aprile e Maddalena Parigi. Al momento dell'arrivo a Madrid in aprile fu colta da malore e otto giorni dopo diede alla luce una figlia nella casa di Farinelli; questo non le impedì di cantare in La forza del Conforto del genio di Aranjuez il 30 maggio.
Nel 1769, si ritrovano sue tracce a Milano, sempre come prima cantante, con Manzuoli.